# Sous-région de Kokkola
La sous-région de Kokkola (finnois : Kokkolan seutukunta) est une sous-région de l'Ostrobotnie centrale en Finlande. 
Au niveau 1 (LAU 1 ) des unités administratives locales définies par l'union européenne elle porte le numéro 162.

## Municipalités
La sous-région de Kokkola est composée des municipalités suivantes :
| Blason            | Municipalité    |
| ----------------- | --------------- |
| Kannuksen vaakuna | Kannus (ville)  |
| Kokkolan vaakuna  | Kokkola (ville) |

## Population
Depuis 1980, l'évolution démographique de la sous-région de Kokkola, au périmètre du 1er janvier 2017, est la suivante:
| Année      | 1980   | 1985   | 1990   | 1995   | 2000   | 2005   | 2010   |
| ---------- | ------ | ------ | ------ | ------ | ------ | ------ | ------ |
| population | 47 196 | 48 786 | 49 393 | 50 749 | 50 288 | 50 564 | 51 997 |

## Politique
Les résultats de l'élection présidentielle finlandaise de 2018: